# Lista de clubes de futebol da Colômbia
Lista de clubes de futebol da Colômbia.

## Primeira Divisão 2024
- Águilas Doradas
- Alianza
- Atlético Bucaramanga
- Atlético Nacional
- América de Cali
- Boyacá Chicó
- Deportes Tolima
- Deportivo Cali
- Deportivo Pasto
- Deportivo Pereira
- Envigado
- Fortaleza CEIF
- Independiente Medellín
- Jaguares
- Junior de Barranquilla
- La Equidad
- Millonarios
- Once Caldas
- Patriotas
- Santa Fe

## Segunda Divisão 2014
- Atlético FC
- Atlético Huila
- Barranquilla FC
- Boca Juniors de Cali
- Bogotá FC
- Cúcuta Deportivo
- Deportes Quindío
- Internacional FC
- Leones
- Llaneros
- Orsomarso
- Real Cartagena
- Real Cundinamarca
- Real Santander
- Tigres
- Unión Magdalena

## Outros
- Alianza de Llanos
- Associación Cristiana
- Atlético La Gabarra
- Bello FC
- Boca Sincelejo
- Boca Soledad
- Chía FC
- Caterpillar Motor de Bogotá
- Colmena
- Cúcuta Deportivo B
- Deportes Palmira
- Deportivo Antioquia
- Deportivo Ariari
- Deportivo Cumaral
- Deportivo Espinal
- Deportivo Pasto
- Deportivo Pereira B
- Deportivo Salineros
- Deportivo Unicosta
- Dimerco Popayán
- Facatativá FC
- Girardot FC
- Gobernación
- Independiente Distrital de Bogotá
- Johann FC
- Juventud Soacha
- Juventus de Bogotá
- Lanceros de Boyacá
- La Equidad B
- Millonarios B
- Palmares de Villanueva
- Paz y Futuro
- Pumas de Casanare
- Real Sabanalarga
- Real Sincelejo
- Risaralda FC
- Santa Fe B
- Semillas FC
- Sporting Barranquila
- Tame FC
- Unión Maicao

## Extintos
- Academia FC
- Alianza Petrolera
- Atlético de la Sabana
- Cortuluá
- Centauros Villavicencio
- Uniautónoma
- Universitario de Popayán
- Valledupar FC

|  |